# Trsťany
Trsťany (in ungherese Füzérnádaska) è un comune della Slovacchia facente parte del distretto di Košice-okolie, nella regione di Košice.